# Il 13 non risponde
Il 13 non risponde (13 Rue Madeleine) è un film del 1947, diretto da Henry Hathaway.

## Trama
Un ufficiale tedesco facente parte dell'Abwehr si infiltra nel "Gruppo 77", un servizio di controspionaggio americano operante a Parigi. Qui frequenta il corso di addestramento; viene scoperto, ma anziché eliminarlo si decide di sfruttarlo perché porti al nemico notizie false su un altrettanto falso piano di invasione.